# Tritsevka
Tritsevka (ryska: Трицевка) är ett vattendrag i Belarus.   Det ligger i voblasten Hrodna voblast, i den västra delen av landet, 170 km väster om huvudstaden Minsk.
I omgivningarna runt Tritsevka växer i huvudsak blandskog. Runt Tritsevka är det ganska tätbefolkat, med 54 invånare per kvadratkilometer.